# 전주중인초등학교
전주중인초등학교는 대한민국 전북특별자치도 전주시 완산구에 있는 초등학교이다.

## 학교 연혁
- 1948. 10. 20 우전국민학교 중인분교로 개교
- 1952. 10. 30 중인국민학교로 승격 인가
- 1999. 10. 31 도지정 수행평가 시범학교 운영 발표
- 2009. 09. 01 도지정 교원 능력 개발 평가 선도학교 운영
- 2012. 09. 01 제23대 유창현 교장 부임
- 2015. 02. 13 제63회 졸업식(졸업생 총수 3716명)
- 2015. 03. 01 6학급 편성
- 2016. 02. 12 제64회 졸업식(졸업생 총수 3727명)
- 2016. 03. 01 6학급 편성
- 2016. 09. 01 제24대 김병규 교장 부임